# Sirotrema
Sirotrema Bandoni – rodzaj grzybów z rzędu trzęsakowców (Tremellales). W Polsce występuje jeden gatunek.

## Systematyka i nazewnictwo
Pozycja w klasyfikacji według Index Fungorum: Tremellaceae, Tremellales, Incertae sedis, Tremellomycetes, Agaricomycotina, Basidiomycota, Fungi.
Gatunki:
- Sirotrema parvula Bandoni 1986
- Sirotrema pusilla Bandoni 1986
- Sirotrema translucens (H.D. Gordon) Bandoni 1986 – tzw. trzęsakówka przejrzysta

Nazwy naukowe na podstawie Index Fungorum. Nazwa polska według Władysława Wojewody (podana dla synonimu Pseudostypella translucens).